# Alice Lord
Alice Harlekinden Lord, posteriorment Alice Landon, (Filadèlfia, 4 de febrer de 1902 - Ormond Beach, Florida, 13 de juliol de 2000) va ser una saltadora estatunidenca que va competir en els anys posteriors a la Primera Guerra Mundial.
El 1920 va prendre part en els Jocs Olímpics d'Anvers, on va disputar la prova de palanca de 10 metres del programa de salts. Quedà eliminada en la primera ronda. En el viatge fins a Anvers va conèixer al que seria el seu futur marit el 1922, l'atleta Dick Landon.
Als Jocs de Los Angeles de 1984 va encapçalar els atletes estatunidencs en la cerimònia inaugural. El 1993 fou inclosa a l'International Swimming Hall of Fame. El 1996, amb 94 anys, va dur la torxa olímpica dels Jocs d'Atlanta.